# Слободан Голубовић Леман
Слободан Голубовић Леман (Ваљево, 10. децембар 1944 — Београд, 5. новембар 2010) био је југословенски и српски сценариста, редитељ али највише познат као помоћник тј. први асистент редитеља.

## Биографија
Дипломирао је 1975. године на Факултету драмских уметности у Београду у класи Александра Саше Петровића.
Радио је на око 50 дугометражних играних пројеката и значајнијих телевизијских серија у својству првог асистента редитеља, сарађујући са редитељима попут: Александар Петровић, Живојин Павловић, Слободан Шијан, Миша Радивојевић, Боро Драшковић, Горан Марковић, Столе Попов, Адемир Кеновић, Пјер Жалица, Срђан Вулетић, Стојан Стојчић, Иво Трајков, Урош Стојановић, Антонио Митричевски и са многим другима.
Међу наградама које је освојио су Златна арена за најбољи сценарио филма Задах тела на Филмском фестивалу у Пули 1983. године (у сарадњи са Живојином Павловићем као косценаристом и редитељем) и Гран при за најбољи филм 1983 године.
На фестивалу документарног и краткометражног филма у Београду 1999 године добио је Златну медаљу за најбољи кратки играни филм Балада о хлебу и јабукама чији је био сценариста и редитељ.
За РТБ 1981. године написао је сценарио и режирао кратки тв филм Зид смрти.
Написао је сценарија за игране филмове који нису реализовани): Врата океана, Црвена киша, Година ветра, Мистични бродови, Манго Џери Мионица блуз, Промашени људи и Хоризонтални и вертикални мрави, а написао је још и сценарија за кратке филмове: Ваздух поморанџе, Торбари и Водка, виски и тампони.

## Филмографија

### Редитељ и сценариста
| 1973. | Љубав                     |
| 1981. | Зид смрти.                |
| 1983. | Задах тела                |
| 1999. | Балада о хлебу и јабукама |
| 2003. | 42 и по                   |

### Помоћник редитеља
| 1979. | Кад пролеће касни                      |
| 1980. | Позоришна веза                         |
| 1980. | Довиђења у следећем рату               |
| 1980. | Кад пролеће касни (мини ТВ серија)     |
| 1981. | Пикник у Тополи                        |
| 1982. | Живети као сав нормалан свет           |
| 1983. | Како сам систематски уништен од идиота |
| 1983. | Још овај пут                           |
| 1983. | Задах тела                             |
| 1983. | Шећерна водица                         |
| 1984. | Лазар (филм)                           |
| 1984. | Шта је с тобом, Нина                   |
| 1985. | Брисани простор                        |
| 1985. | Живот је леп                           |
| 1985. | Шест дана јуна                         |
| 1985. | Дивљи ветар                            |
| 1986. | Ово мало душе                          |
| 1986. | Мисс (филм)                            |
| 1986. | Срећна нова ’49.                       |
| 1987. | Живот радника                          |
| 1987. | На путу за Катангу                     |
| 1989. | Кудуз                                  |
| 1991. | Срчна дама                             |
| 1991. | Тетовирање                             |
| 1993. | Македонска сага                        |
| 1994. | Сеобе                                  |
| 1995. | Ангели на отпад                        |
| 1996. | Нечиста крв                            |
| 1997. | Преко језера                           |
| 1997. | Циганска магија                        |
| 1998. | Свирач                                 |
| 2000. | Дорћол-Менхетн                         |
| 2001. | Одмазда                                |
| 2003. | Гори ватра                             |
| 2004. | Љето у златној долини                  |
| 2004. | Велика вода                            |
| 2005. | Буђење из мртвих                       |
| 2006. | Тајна књига                            |
| 2007. | Обачен                                 |
| 2008. | Чарлстон за Огњенку                    |
| 2008. | Турнеја                                |
| 2009. | Хитна помоћ                            |
| 2010. | Неке друге приче                       |
| 2011. | Бели лавови                            |
| 2011. | Турнеја (мини ТВ серија)               |
| 2012. | Како су ме украли Немци                |